# Daws Butler

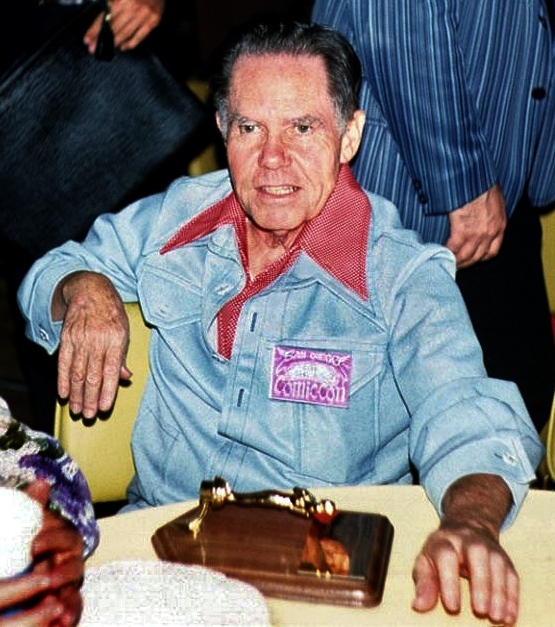
Daws Butler 1976

 Charles Dawson Butler  född 16 november 1916, död 18 maj 1988, var en amerikansk röstskådespelare. Han var känd som rösterna till Yogi Björn, Wally Gator, Loopy De Loop, Dixie och Mr. Jinks i Pixie och Dixie, Texas Jack och Baba Looey i Texas Jack, Huckleberry Hund, Elroy i Jetsons och Spike i Tom och Jerry (kortfilmerna 1949-57). Han var kollega med Don Messick.